# Raymond Suvigny
Raymond Suvigny   (12è districte de París, 21 de gener de 1903 - 20è districte de París, 26 d'octubre de 1945) fou un aixecador francès que va competir durant les dècades de 1920 i 1930.
Suvigny va començar a aixecar peses el 1919, mentre treballava al Metro de París. El 1924 va prendre part en els Jocs Olímpics de París, on fou novè en la prova del pes ploma, per a aixecadors amb un pes inferior a 60 kg, del programa d'halterofília. El 1926 va establir dos rècords mundials no oficials. Es retirà després dels Jocs de Los Angeles de 1932, on guanyà la medalla d'or en la mateixa prova del programa d'halterofília. En el seu palmarès també destaca una medalla de bronze al Campionat d'Europa d'halterofília del pes ploma de 1930.
Va morir el 26 d'octubre de 1945 a París després d'un llarg captiveri durant la Segona Guerra Mundial.